# Ликошина
Лико́шина (рос. Лыкошина) — присілок у складі Сорокинського району Тюменської області, Росія.
Населення — 59 осіб (2010, 109 у 2002).
Національний склад станом на 2002 рік:
- казахи — 53 %
- росіяни — 46 %